# Ammi trifoliatum
Ammi trifoliatum — вид трав'янистих рослин з родини окружкові (Apiaceae), ендемік Азорських островів.

## Етимологія
лат. tri — «три», лат. foliatus — «листя».

## Опис
Однорічна рослина або дворічна, досягає 2(2.5) м висоти. Стебла потовщуються до основи, тверді та крихкі. Листки 3-перисті. Квіти з 5 білими однаковими пелюстками, у відкритих термінальних зонтиках. У зонтиків є 5–25 променів, найбільші довжиною до 7.5 см. Плід (кремокарпій) довгасто-яйцюватий, 1.50–1.75 мм, голий. 

## Поширення
Ендемік Азорських островів (всі острови крім о. Санта-Марія).

## Галерея

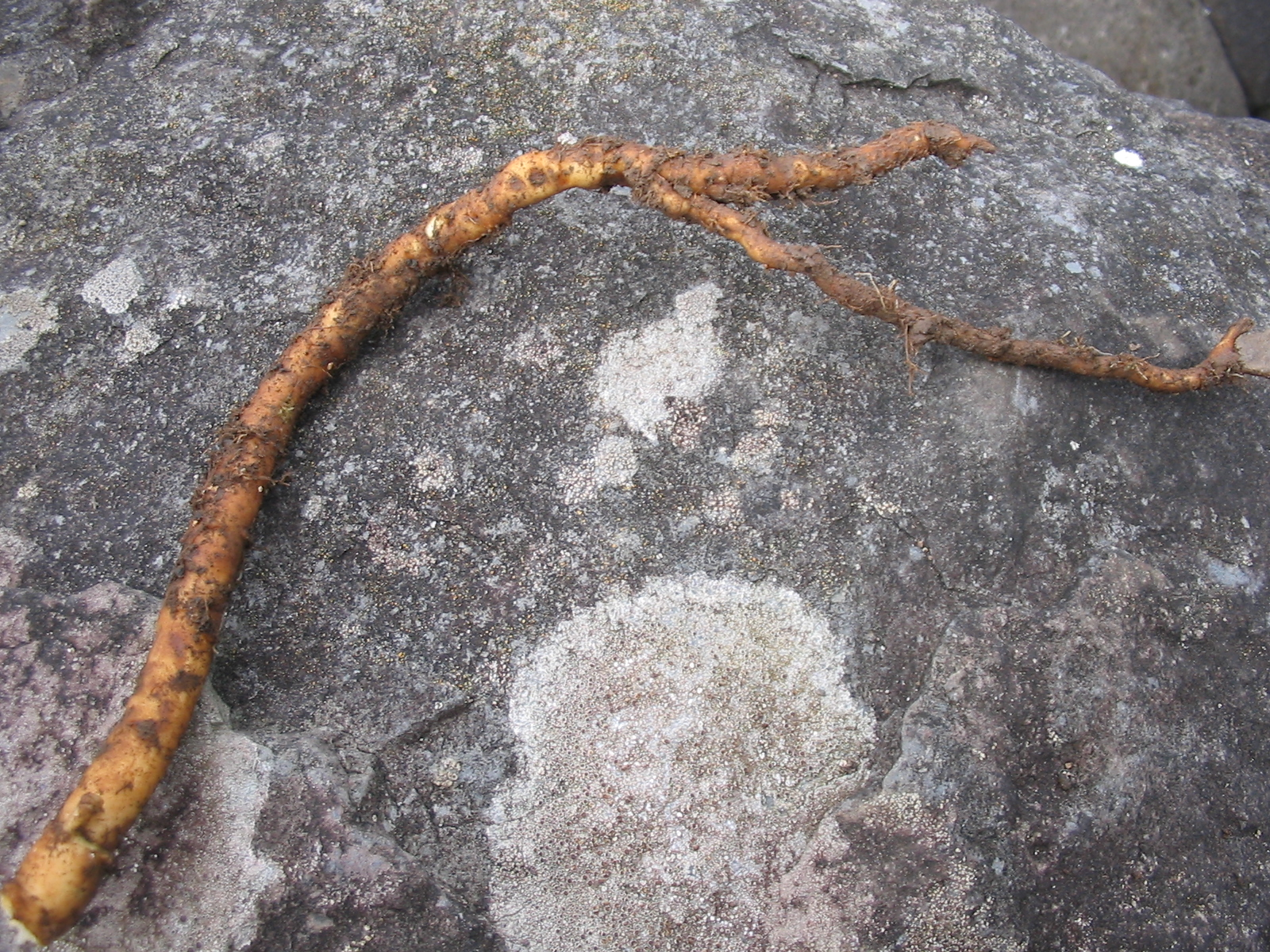
коріння
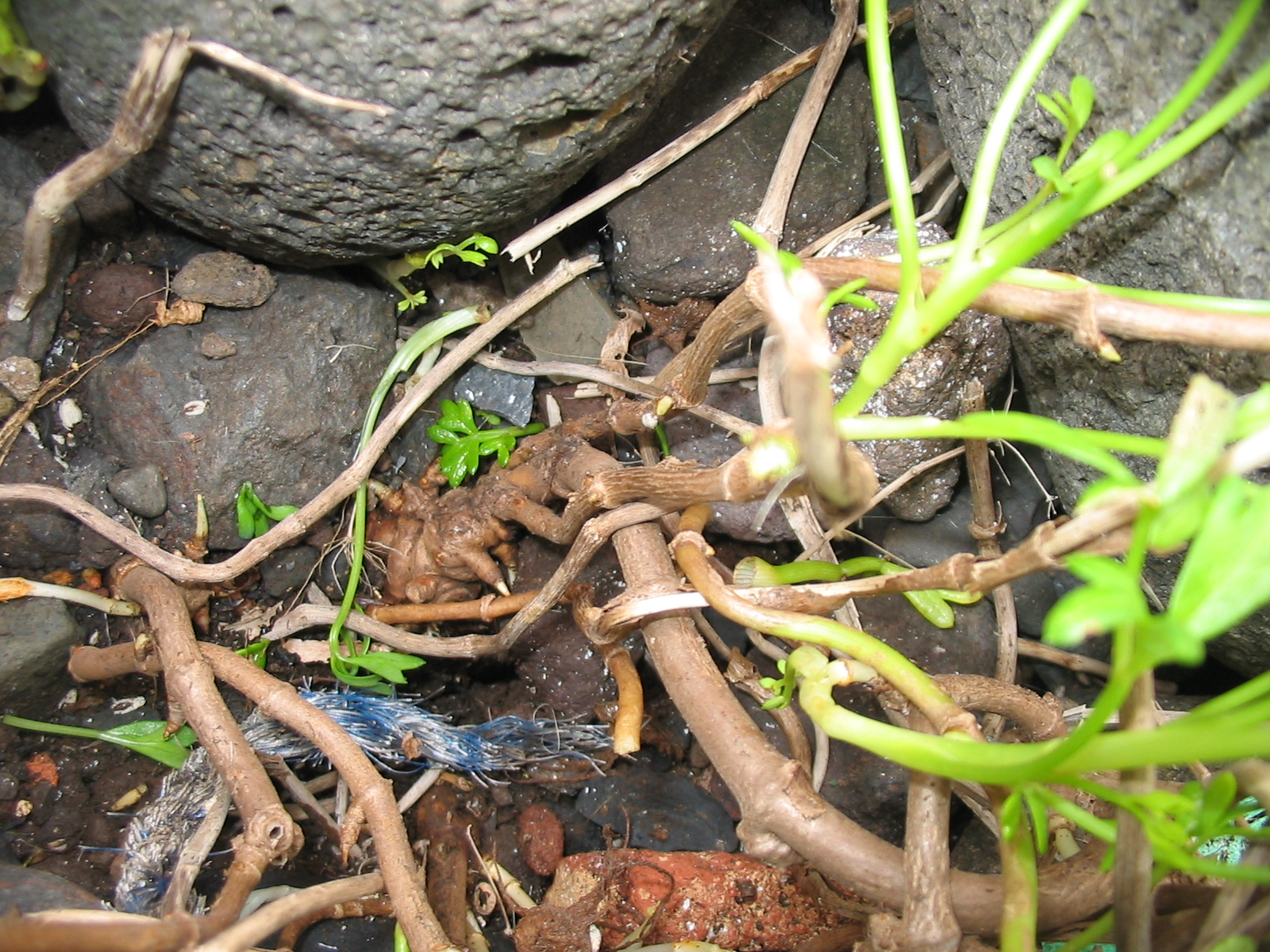
основа рослини